# Comédie-Française

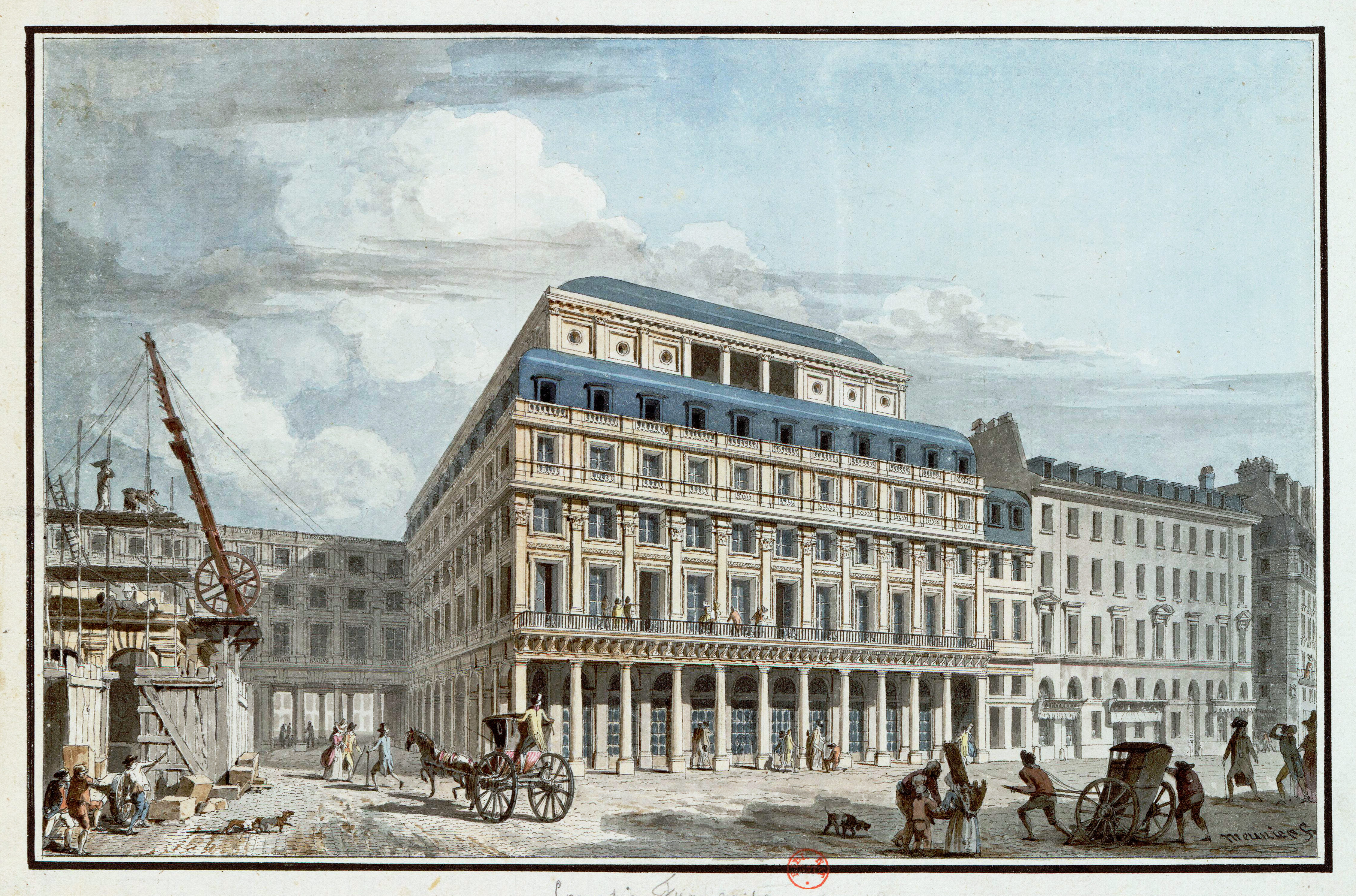
Comédie-Française, a finals del.

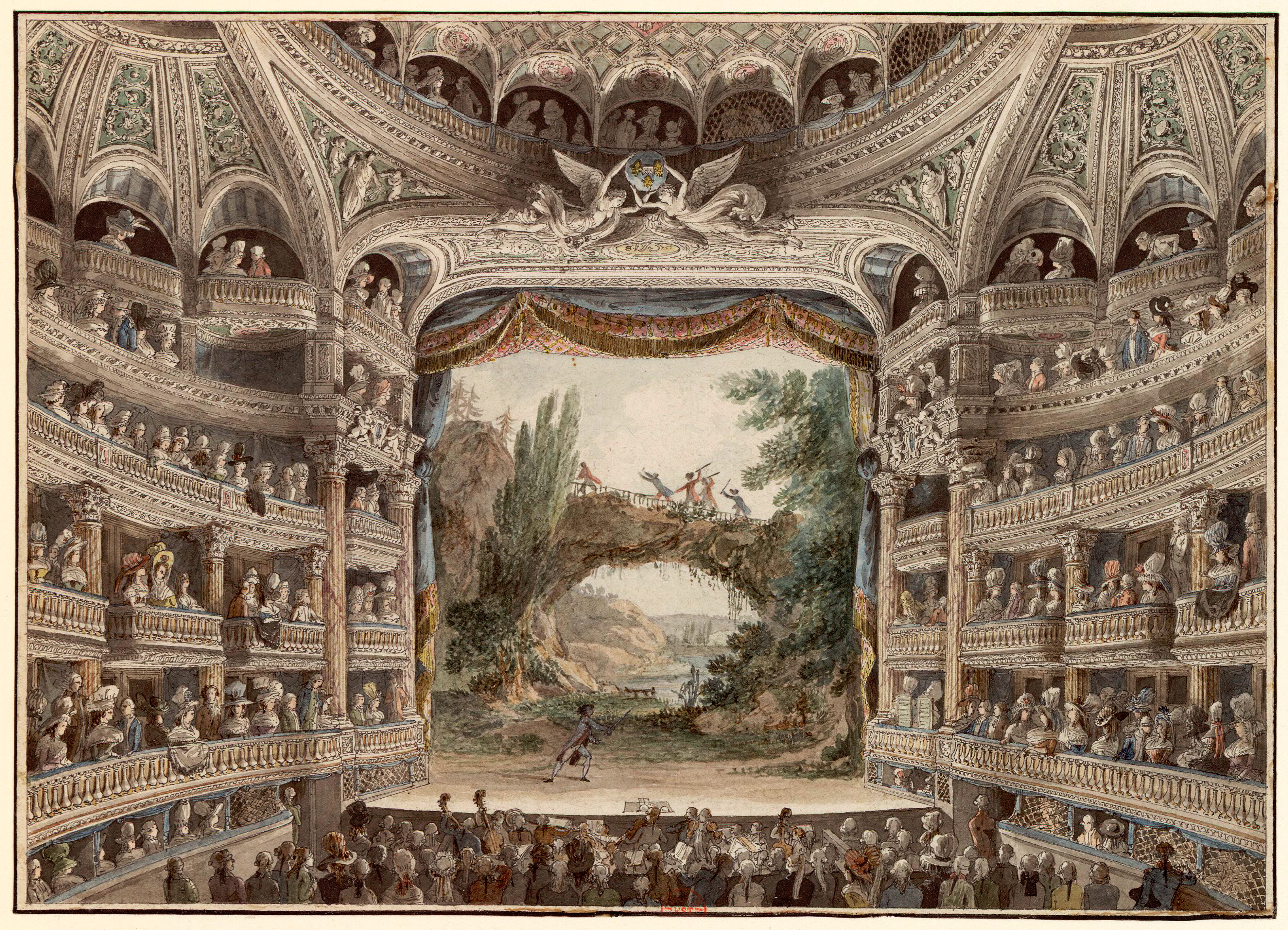
Vista interior, finals del.

La Comédie-Française o Théâtre-Français és el primer i únic teatre nacional de França, el qual està directament subvencionat per l'estat. És també un dels pocs que compten amb la seva pròpia companyia d'actors. Es troba al 1r arrondissement de París.
El dramaturg més conegut associat amb la Comédie-Française és Molière. És considerat el patró dels actors francesos; tanmateix, va morir set anys abans de la inauguració de La Maison de Molière, com també es coneix la Comédie-Française. La qualitat de les produccions de la Comédie, així com l'alta preparació dels seus actors la fan ser una institució de gran prestigi arreu del món. La història de la Comédie és llarga, i el fet de ser un teatre públic i d'alt prestigi, fa que sigui molt valorada entre els francesos. De la Comédie-Française han sortit actors com Rosa Dupuis i el seu fill Adolph Dupuis, Adrienne Leucouvreur, Talma, Rachel, Sarah Bernhardt, Coquelin, Jean-Louis Barrault o Jeanne Moureau.
La Comédie-Française fou fundada per un decret de Lluís XIV el 24 d'agost de 1680 per tal d'unir les dues companyies parisenques de teatre d'aquell temps: l'Hôtel Guénégaud i l'Hôtel de Bourgogne. El repertori de l'època consistia en una col·lecció d'obres teatrals de Molière i de Jean Racine, i també d'unes quantes obres de Pierre Corneille, Paul Scarron i Jean Rotrou.
El 3 de setembre de 1793, durant la Revolució Francesa, la Comédie-Française va romandre tancada, per ordre del Comitè de Seguretat Públic, i els actors van ser empresonats. El 31 de maig de 1799, el nou govern va obrir la Salle Richelieu i va permetre als actors de ressuscitar la companyia.
La Comédie-Française té actualment un repertori de 3000 obres i tres teatres a París (Salle Richelieu, adjunt al Palais-Royal; el Théâtre du Vieux-Colombier; i el Studio-Théâtre). A més, a la Comédie-Française hi descansa el cor de François-Marie Arouet, més conegut com a Voltaire.

## Història
La Comédie-Française fou creada arran de la unió de tres companyies teatrals: L'illustre Théâtre, Théâtre du Marais i Les Comédiens du Roi de l'Hôtel de Bourgogne. La seva història comença en morir el dramaturg i actor Molière. La seva companyia L'illustre Théâtre, després de la seva mort, va fusionar-se amb una companyia rival, la del Théâtre du Marais. Unides van començar a estrenar al Théâtre du Guénégaud i van adoptar el nom d'aquest teatre. L'any 1680, per ordre de Lluís XIV la Guénégaud va haver de fusionar-se amb la companyia més antiga de París, Les Comediens du Roi de l'Hôtel de Bourgogne. Aquesta última estava especialitzada a representar obres de Jean Racine sota la direcció del mateix dramaturg. A les companyies fusionades se'ls va atorgar el monopoli absolut de totes les obres teatrals en llengua francesa. Amb tal de diferenciar-se de la Commedia Italiana que en aquelles dates estava representant funcions en un teatre de París, la nova companyia es va batejar com a Comédie-Française, nom que ha conservat fins avui.
La Comédie va començar a treballar al Théâtre Guénégaud, però l'any 1689 fou obligada a traslladar-se a un teatre en mal estat, situat en un carrer que actualment es diu Rue de l'ancienne Comédie (situat al 6è districte de París). Allà va romandre durant vuitanta-un anys, fins que l'any 1770 va ser traslladada al Palau de les Teuleries. El 1789 va acabar-se la construcció del nou Théâtre de l'Odéon, a la ribera esquerra del Sena. Durant un cert temps, la Comédie va treballar en aquell teatre. Tanmateix, durant la Revolució Francesa, la companyia es va dividir entre liberals, liderats per l'actor Talma, i conservadors. Els liberals s'instal·laren en un vell teatre de la rue de Richelieu la qual, temps més tard, s'acabaria convertint en la seu definitiva, que és on actualment està situada la Comédie.
L'any 1799, l'Odéon va patir un incendi, que el va destruir completament. Aleshores, la companyia va unir-se per ordre de Napoleó Bonaparte l'any 1803. Units de nou, van continuar treballant al teatre del núm. 2 rue de Richelieu (avui en dia coneguda com a Salle Richelieu). El 1816 es va formar una nova companyia, que es va instal·lar al reconstruït Théâtre de l'Odéon, convertint-se teatre i companyia en els segons més importants de l'escena francesa, i rivals directes de la Comédie.
Malgrat la rivalitat entre ambdues companyies, va haver-hi períodes durant els segles xix i xx, en què les diverses dificultats i crisis del país van obligar a ambdues companyies a treballar sota una mateixa direcció, i a cooperar juntes.
El repertori de la Comédie és molt extens. Es calcula que és al voltant de 3.000. El répertoire compta amb les obres de Corneille, Racine, Molière, Dumas, Hugo, etc. Els actors que treballen a la Comédie han de ser destres, tant amb obres amb diàlegs normals, com també amb obres en vers. Per això, s'exigeix una molt alta preparació.
En perdre el monopoli de les produccions teatrals subvencionades, i amb l'aparició de noves companyies privades que feien una forta competència, la Comédie va haver de refermar el seu prestigi gràcies al seu indiscutible repertori clàssic. També va començar a produir, ja entrat el segle xix, obres de nous dramaturgs de l'època, com ara Dumas o Victor Hugo. També va encaminar els seus esforços en formar actors amb una sòlida base en l'art de l'actuació. Durant el segle xx, va començar a produir algunes pel·lícules, així com certs encàrrecs per a la televisió.

## Administració

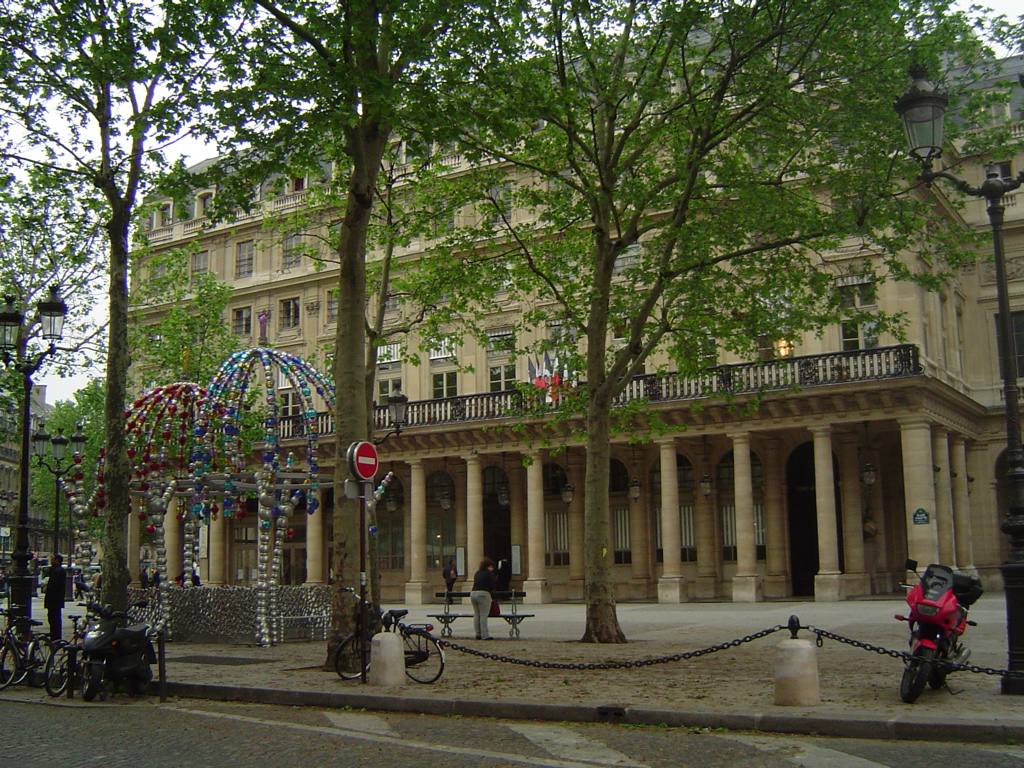
La Comédie-Française, Salle Richelieu (2005)

Tradicionalment, la Comédie-Française ha tingut un administrador nomenat per l'estat. L'organització interna de la companyia és tradicional i segueix el model de l'antic gremi d'actors de París del segle xv. Els nous membres tenen la categoria de pensionnaires o assalariats. Els pensionnaires més veterans poden optar a ser escollits sociétaires o Socis plens. Els sociétaires són accionistes de la Comédie, i prenen decisions importants, que tenen a veure amb la direcció artística, l'administració del pressupost, etc. Divideixen els beneficis del teatre d'acord amb una sèrie de normes. A més, un sociétaire pot jubilar-se després de vint anys d'haver ostentat el càrrec treballant exclusivament a la Comédie. La pensió que cobren els jubilats sociétaires és vital·lícia.
Un cas famós de dimissió d'un sociétaire va ser el de l'actriu del segle xix Sarah Bernhardt. Bernhardt va presentar la seva dimissió per diferències amb l'administrador del moment, Émile Perrin, i va perdre així tot el seu dret a la pensió anual de 43.000 francs per no haver marxat amistosament de la Comédie, i per no haver complert el mínim de vint anys com a sociétaire. A més, va ser condemnada judicialment a pagar una multa de 100.000 francs per danys i perjudicis, que mai va arribar a abonar.

## Llista de directors de la Comédie-Française
El director de la Comédie-Française rep el títol de administrateur général des de l'exercici de Simonis, de 1856. Abans, el que es donava eren diversos títols. A continuació es mostra la llista dels administradors de la Comédie, llistats en ordre cronològic:
- Jean-François-René Mahérault (7 de febrer de 1799 – 3 de febrer de 1813)
- Nicolas Bernard (3 de febrer de 1813 – 11 de juny de 1814 i 24 de març de 1815 – 28 de juny de 1815)
- François Cheron (1821 – 9 de juliol de 1825)
- Baron Isidore Justin Séverin Taylor (9 de juliol de 1825 fins a la Revolució de Juliol i 5 d'abril de 1831 – 17 d'octubre de 1838)
- Hyacinthe Albertin (administrador durant els viatges de Taylor)
- Édouard-Joseph-Ennemond Mazères (24 de setembre de 1830 – 6 d'abril de 1831)
- Armand-François Jouslin de La Salle (8 de juny de 1833 – 31 de juliol de 1837)
- Hygin-Auguste, també anomenat Edmond Cave (28 de gener de 1837 – 17 d'octubre de 1838)
- Alexandre-Louis Poulet, també anomenat Vedel (director gestor, 1 de març de 1837 – 8 de març de 1840)
- François Buloz (17 d'octubre de 1838 – 2 de març de 1848)
- Joseph-Philippe Simon, també anomenat Lockroy (2 de març – 11 d'octubre de 1848)
- Eugène Bazenerye (20 d'octubre de 1848 – 16 de novembre de 1849)
- Sébastien Edmond, també anomenat Sevestre (productor amb paper administratiu, 13 d'octubre de 1848 – 15 de novembre de 1849)
- Arsène Housset, també anomenat Houssaye (15 de novembre de 1849 – 29 de gener de 1856)
- Adolphe Dominique Florent Joseph Simonis, anomenat Empis (30 de gener de 1856 – 21 d'octubre de 1859)
- Édouard Thierry (2 d'octubre de 1859 – 8 de juliol de 1871)
- Émile-César-Victor Perrin (8 de juliol de 1871 – 8 d'octubre de 1885)
- Albert Kaempfen (càrrec provisional, 30 de maig – 20 d'octubre de 1885)
- Jules Claretie (20 d'octubre de 1885 – 23 de desembre de 1913)
- Albert Carré (1 de gener de 1914 – 30 de novembre de 1915)
- Émile Fabre (2 de desembre de 1915 – 15 d'octubre de 1936)
- Édouard Bourdet (15 d'octubre de 1936 – 27 de desembre de 1940)
- Jacques Copeau (provisional, 15 de maig – 27 de desembre de 1940 i 27 de desembre de 1940 – 7 de gener de 1941)
- Léon Lamblin (comissari governador, 13 de gener – 7 de març de 1941)
- Jean-Louis Vaudoyer (4 de març de 1941 – 23 de març de 1944)
- André Brunot (24 de març – 28 de juliol de 1944)
- Jean Sarment (juliol de 1944, no va prendre possessió)
- Pierre Dux (1 de setembre de 1944 – 1 de juliol de 1945)
- Joseph Denis anomenat Denis D'Ines (1 de juliol – inicis d'octubre de 1945)
- André Obey (provisional entre octubre de 1945 i 6 d'abril de 1946; oficial entre el 6 d'abril de 1946 i el 5 de febrer de 1947)
- Pierre-Aimé Touchard (5 d'abril de 1947 – 5 d'abril de 1953)
- Pierre Descaves (5 d'abril de 1953 – 5 d'abril de 1959)
- Claude de Boisanger (20 d'abril de 1959 – 30 de gener de 1960; restaurat el 27 de novembre de 1962 – 31 de gener de 1960)
- Maurice Escande (1 de juny de 1960 – 31 de juliol de 1970)
- Pierre Dux (1 d'agost de 1970 – 31 de juliol de 1979)
- Jacques Toja (1 de setembre de 1979 – 31 de juliol de 1983)
- Jean-Pierre Vincent (1 d'agost de 1983 – 31 de juliol de 1986)
- Jean Le Poulain (1 d'agost de 1986 – març de 1988)
- Claude Winter (provisional, 1 d'abril – 15 de juny de 1988)
- Antoine Vitez (15 de juny de 1988 – 30 d'abril de 1990)
- Catherine Samie (provisional, 1 de maig – 5 de juliol de 1990)
- Jacques Lassalle (15 de juliol de 1990 – 5 d'agost de 1993)
- Jean-Pierre Miquel (5 d'agost de 1993 – 3 d'agost de 2001)
- Marcel Bozonnet (4 d'agost de 2001 – 3 d'agost de 2006)
- Muriel Mayette (4 d'agost de 2006 - 3 d'agost de 2014)
- Éric Ruf (des del 4 d'agost de 2014)